# Диджюлис, Каролис Криступович
Ка́ролис Криступович Диджю́лис (лит. Karolis Didžiulis; до 1940 года Гросманас, 19 августа 1894, деревня Мандейкяй (ныне Шяуляйский район) — 24 мая 1958 года, Вильнюс) — литовский коммунистический активист, многолетний глава Литовской ССР (1940—58), вице-премьер и председатель Верховного Суда Литовской ССР (1947—58).

## Биография
Родился под именем Карлис Гроссманс в латышской семье, проживающей в Жемайтии. В 1919 году вступил в КПЛ, где в конце 1920 — 1921 году возглавлял отдел по вопросам транспорта нелегальной литературы. В 1922 году был арестован и в первый раз заключён в тюрьму за свою деятельность. В тюрьме он также провёл 1928—1933 и 1936—1940 годы.
В 1925 году окончил Коммунистический университет национальных меньшинств Запада им. Мархлевского в Москве. Был ответственным за организацию ячеек КПЛ в Шавельском уезде. С 1927 года работал в Политбюро, а в 1927—1928 годах и 1934—1935 годах — в ЦК КПЛ.
В июне 1940 года его назначили членом Народного Сейма Литвы от округа Вильнюс. В первые месяцы существования Литовской ССР был председателем отдела сельского хозяйства ЦК КПЛ и уполномоченным по Вильнюсу и Вильнюсскому округу. Заседал в Верховном Совете Литовской ССР, будучи в годах 1940—1947 годах заместителем председателя ее Президиума.
С 1947 года до 1958 года руководил работой Верховного Суда Литовской ССР. 25 сентября 1957 года возглавляемый им суд приговорил к смертной казни одного из наиболее известных лесных братьев Адольфаса Раманаускаса.
В 1954—1958 годах имел мандат депутата Верховного Совета СССР. Во времена Советского Союза был покровителем многочисленных учреждений в Литве, в том числе технической школы в Шяуляй.

## Награды
- орден Ленина (17.08.1954)